# Совершенно секретно!
«Совершенно секретно!» (англ. Top Secret!) — американская кинокомедия, снятая в 1984 году Джимом Абрахамсом и братьями Дэвидом и Джерри Цукерами.

## Сюжет
Американский рок-певец Ник Риверс (Килмер) приезжает в ГДР на культурный фестиваль, куда съехались со всего мира лучшие музыканты. На самом деле фестиваль организован спецслужбами ГДР как отвлекающий манёвр сложной операции, направленной против вооружённых сил НАТО. В первый же день Ник сталкивается с очаровательной девушкой Хиллари Флэммонд — агентом сил Сопротивления внутри ГДР. Агенты спецслужб удерживают в заточении её отца — доктора Поля Флэммонда. Они заставляют его работать над тайным страшным оружием — миной «Поларис». Ник чудом спасается от казни и от преследующих их представителей спецслужб и выходит на французское сопротивление, действующее внутри ГДР.
Ник, Хиллари и бойцы сопротивления проникают в военную тюрьму, помогая сбежать доктору Флэммонду, и разоблачают предателя в своих рядах. Ник успевает завоевать сердце девушки и выступить на фестивале, приобретая множество поклонниц за железным занавесом.

## В ролях
| Актёр             | Роль                                 |
| ----------------- | ------------------------------------ |
| Вэл Килмер        | Ник Риверс                           |
| Люси Гаттеридж    | Хиллари Фламмонд                     |
| Кристофер Вильерс | Найджел                              |
| Билли Дж. Митчелл | Мартин, агент Ника Риверса           |
| Джереми Кемп      | генерал Штрек                        |
| Уоррен Кларк      | полковник фон Хорст                  |
| Ричард Майес      | русский тенор Владимир Билетников    |
| Омар Шариф        | агент Седрик                         |
| Майкл Гоф         | доктор Пол Фламмонд                  |
| Питер Кушинг      | швед, продавец в книжном магазине    |
| Гертан Клаубер    | мэр Берлина                          |
| Джим Картер       | Дежавю                               |
| Эдди Тэгоу        | Шоколадный Мусс                      |
| Иэн МакНис        | слепой продавец сувениров            |
| Джим Абрахамс     | немецкий солдат (в титрах не указан) |
| Дэвид Цукер       | немецкий солдат (в титрах не указан) |
| Джерри Цукер      | немецкий солдат (в титрах не указан) |

## Съёмки
- Создатели фильма сыграли троих немецких солдат в одном из эпизодов. Родители братьев Цукер — Бёртон и Шарлотта — также сыграли в фильме небольшие роли.
- Песни, которые Вэл Килмер поёт в фильме, исполняются им самим. Они были выпущены на саундтреке к фильму под именем персонажа Килмера — Ника Риверса. Это первая роль Вэла Килмера в художественном фильме.
- Заглавная песня фильма, «Skeet Surfin’», является пародией на песню «Surfin’ U.S.A.» группы The Beach Boys.
- На снимке газет, сообщающих, что Риверс будет выступать на фестивале в Восточной Германии, два заголовка гласят: «Учёные продлевают оргазм до двузначных чисел» и «Метеорит приземляется рядом с ребёнком».
- «Немецкий», который Ник изучает в поезде, не является каким-либо языком вообще. «Шведский», на котором Хиллари говорит с продавцом шведского букинистического магазина — фразы на английском языке, проигранные в обратную сторону (реверс). Официант, который обращается к Нику якобы на немецком, в реальности говорит проклятие на идише. Священник в тюрьме под видом молитвы на латыни читает латинские пословицы и склонения латинских местоимений.
- Когда Ник Риверс находится в тюрьме, на стене камеры несколько раз можно увидеть снимок Шер. В то время Вэл Килмер встречался с ней.
- Когда Ник Риверс едет на мотоцикле и подмигивает в кадр, раздаётся мультяшный бибикающий звук - он из мультсериала Хитрый койот и Дорожный бегун.

## Пародии
- Образ Ника Риверса является пародией на американского исполнителя Элвиса Пресли, на его манеры, выступления на сцене и на фильмы с его участием («Любить тебя»).
- «Финкс» (1970) — пародия на сюжет.
- «Элвис» (1979) — сцена пения главного героя в ресторане схожа на сцену из фильма Джона Карпентера, где Элвис выступал в немецком ресторане, Ник поёт ту же песню — «Tutti Frutti».
- «Пушки острова Наварон» (1961) — образ французского сопротивления.
- «Голубая лагуна» (1980) — воспоминания Хиллари о жизни на необитаемом острове.
- «Челюсти» — сцена с быком, по нагнетанию и музыке, пародирует фильм Стивена Спилберга.
- «Индиана Джонс: В поисках утраченного ковчега» — драка Ника и Найджела в немецком грузовике.
- «Волшебник страны Оз» (1939) — концовка фильма.